# Calathaemon holthuisi
Calathaemon holthuisi är en kräftdjursart som först beskrevs av Strenth 1976.  Calathaemon holthuisi ingår i släktet Calathaemon och familjen Palaemonidae. Inga underarter finns listade i Catalogue of Life.